# Alexandra Fonseca
 Alexandra Fonseca da Silva  ( Rio de Janeiro, 7 de outubro de 1970) é uma ex-voleibolista brasileira praticante da modalidade de vôlei de praia que representando o país pelo Circuito Mundial de Vôlei de Praia foi semifinalista em três torneios deste circuito.

## Carreira
A sua estreia no Circuito Mundial de Vôlei de Praia foi no ano de 1998 quando jogava ao lado de Sandra Mathias, precisamente no Aberto do Rio de Janeiro e finalizaram na trigésima terceira colocação.
Na temporada de 1999 competiu com Mônica Rodrigues em etapas do correspondente Circuito Mundial de Vôlei de Praia, alcançando a vigésima quinta posição no Aberto de Espinho e o décimo sétimo posto no Aberto de Salvador, e em 2000 disputou pelo referido circuito apenas o Aberto de Vitória, desta vez ao lado de  Mônica Paludo e encerrando na nona colocação, mesma colocação que alcançou no Aberto de Fortaleza ao lado de Gerusa Ferreira.Disputou a edição do Torneio Rainha da Praia de 2001
Retornou as disputas do Circuito Mundial de Vôlei de Praia em 2002 quando voltou a competir ao lado de Mônica Rodrigues e conquistaram as quartas colocações nos Abertos de Madrid e Gstaad, os quintos lugares nos Abertos de Rodes, Mallorca e Vitória, além das nonas colocações no Aberto de Stavanger e nos Grand Slam de Marseille e Klagenfurt.Com Mônica Rodrigues alcançou a quarta posição geral na edição do Circuito Brasileiro de Vôlei de Praia de 2002.
Na temporada de 2003 formou parceria com Tatiana Minello e finalizaram na vigésima quinta posição no Grand Slam de Los Angeles,  décima sétima colocação no Grand Slam de Marseille, mesma posição obtida na disputa do campeonato Mundial de Vôlei de Praia realizado no Rio de Janeiro, nono lugar nos Abertos de Rodes, Stavanger, Milão e no Grand Slam de Klagenfurt, na quinta posição do Aberto de Gstaad e no Grand Slam de Berlin, na quarta posição do Aberto de Osaka.
Novamente competiu pelo Circuito Mundial ao lado de Monica Rodrigues em 2004, não pontuando nos Aberto de Fortaleza e nos Grand Slam de Berlin e Klagenfurt, somaram pontos quando finalizaram na décima sétima posição nos Abertos de Rodes, Osaka e Mallorca, no décimo terceiro posto nos Abertos de Xangai e Milão, alcançando ainda o nono lugar no Grand Slam de Marseille, tendo o quinto lugar no Aberto do Rio de Janeiro como melhor resultado na temporada.E ao lado de Ana Paula competiu no Aberto de Espinho pelo Circuito Mundial de Vôlei de Praia de 2005 quando finalizaram na sétima colocação.
Formou dupla com Vanilda Leão para as disputas do Circuito Brasileiro de Vôlei de Praia de 2005 e chegaram às semifinais na etapa de Recife conquistando o vice-campeonato, foram finalistas na etapa de Rio das Ostras pelo Circuito Banco do Brasil Challengerconquistando o vice-campeonato, além da quarta colocação neste circuito na etapa de Manaus; juntas disputaram também a etapa de Sinop pelo Circuito Brasileiro de Vôlei de Praia.
Com Vanilda Leão alcançou o título da Etapa Challenger de Natal pelo Circuito Banco do Brasil de 2006, também disputaram por este circuito a etapa de Juiz de Fora,na Etapa Challenger de Palmas terminaram na terceira posição, época que viajaria para Itália para disputar o torneio em 4x4
Na temporada de 2006 competiu novamente ao lado de Vanilda Leão na etapa de Curitiba pelo Circuito Brasileiro de Vôlei de Praia.
Em 2007 também disputou a etapa de Maceió pelo Circuito Brasileiro de Vôlei de Praia ao lado de  Érica França .
Após aposentadoria da modalidade como jogadora continuou a praticar o esporte na categoria máster, na qual competiu em alguns torneios, mostrando a boa forma com quarenta anos de idade e a impulsão privilegiada quando representou em 2010 a  AABB –Lagoa.
Em 2015 competiu na décima terceira edição do Campeonato Brasileiro Master.No ano de 2016 já estava atuando como treinadora de categoria de base, Nível I da Associação Social Esportiva Sada, no ano de 2017 passou integrar o corpo técnico do Angústias Atlético Clube.

## Títulos e resultados
- Etapa do Aberto de Osaka do Circuito Mundial de Vôlei de Praia:2003[1].
- Etapa do Aberto de Gstaad do Circuito Mundial de Vôlei de Praia:2002[1]
- Etapa do Aberto de Madrid do Circuito Mundial de Vôlei de Praia:2002[1]
- Etapa Challenger de Rio das Ostras do Circuito Brasileiro de Vôlei de Praia Nacional: 2006[12]
- Etapa de Recife do Circuito Brasileiro de Vôlei de Praia: 2005[7]
- Etapa Challenger de Palmas do Circuito Brasileiro de Vôlei de Praia Nacional: 2006[14]
- Circuito Brasileiro de Voleibol de Praia: 2002[4]
- Etapa Challenger de Rio das Ostras do Circuito Brasileiro de Vôlei de Praia Nacional: 2005[9]
- Etapa Challenger de Manaus do Circuito Brasileiro de Vôlei de Praia Nacional: 2005[10]